# Như Ý Phương Phi
Như Ý Phương Phi (tiếng Trung: 如意芳霏, bính âm: Rú Yì Fāng Fēi, tiếng Anh: The Blooms at Ruyi Pavilion) là bộ phim cổ trang Trung Quốc được chuyển thể từ tiểu thuyết Con đường sủng hậu của Tiếu Giai Nhân với sự tham gia của các diễn viên: Cúc Tịnh Y, Trương Triết Hạn... Bộ phim xoay quanh nữ chính Phó Dung do Cúc Tịnh Y thủ vai có năng lực đoán trước tương lai. Cô dựa vào năng lực này từ chối cuộc hôn nhân với Túc vương Từ Tấn do Trương Triết Hạn thủ vai. Thế nhưng định mệnh vẫn sắp đặt cho hai người đến với nhau. Tại Việt Nam, bộ phim được phát sóng trên nền tảng xem phim trực tuyến iQIYI với phụ đề tiếng Việt mỗi ngày 2 tập từ thứ 4 đến thứ 6 hàng tuần lúc 19:00.

## Nội dung
Bộ phim xoay quanh cô Nhị Tiểu Thư của Phó gia là Phó Dung. Sau một lần bất tỉnh, cô có được một năng lực vô cùng đặc biệt là mơ thấy tương lai. Trong giấc mơ, cô thấy mình trở thành một Trắc Vương Phi của Túc Vương Từ Tấn, mang lại cái chết đau thương cho mình và Túc Vương. Chính vì vậy, Cô đã hết lần này đến lần khác trốn tránh vị phu quân tương lai này nhưng cô không biết rằng, chính Từ Tấn cũng có khả năng nhìn thấu tương lai. Tuy vậy, ngài không hề trốn tránh mà cố gắng để thay đổi số phận, liên tục bảo vệ cho Phó Dung giúp cô cảm nhận được tình yêu chân thành của người. Trải qua bao nhiêu lần hiểm nguy, sóng gió, họ đã cùng nhau vượt qua và chiến thắng thủ đoạn hiểm ác của Từ Bình. Lúc này số phận hai người cũng đã được thay đổi. Lần này họ lại mơ thấy giấc mơ năm xưa nhưng nó lại là một giấc mơ đẹp. Cả hai người lại một lần nữa kết hôn với nhau, Phó Dung đã chính thức trở thành một Túc Vương phi danh chính ngôn thuận. Phó Dung và Từ Tấn sống hạnh phúc với nhau suốt đời.

## Diễn viên

### Diễn viên chính
- Cúc Tịnh Y vai Phó Dung
- Trương Triết Hạn vai Túc Vương - Từ Tấn
- Hứa Giai Kỳ vai Phó Tuyên
- Lưu Dịch Sướng vai Từ Bình
- Vương Hữu Thạc vai Ngô Bạch Khởi

### Diễn viên phụ

#### Phó gia
- Tô Mậu vai Phó Phẩm Ngôn
- Đàm Lê Mẫn vai Kiều Tố Nương
- Cáp Ni vai Phó Quan
- Mã Thuận Sa vai Bão Trúc
- Trịnh Đan Ny vai Lan Hương

#### Hoàng thất
- Thường Thành vai Gia Hòa Đế
- Lan Hy vai Thục Phi
- Đồng Đồng vai Đoan Phi
- Hạ Hữu Ninh vai Từ Mậu
- Lý Hạo Nam vai Từ Hạo

#### Diễn viên khác
- Khương Sam vai Thôi Quán
- Vương Dịch Đình vai Tề Trúc
- Trần Diệp Lâm vai Tề Sách
- Dương Tuyên vai Chương Yến
- Lô Tinh Vũ vai Chương Diệu Thành
- Tào Diễm vai Hầu Phu nhân
- Cung Bội Bật vai Liễu Như Ý
- Quách Tấn Đông vai Lạc Phong
- Tống Hân Nhiễm vai Cố Nguyên
- Lưu Tử Khải vai Kỷ Thanh Đình
- Khổng Tiếu Ngâm vai Tần Khanh
- Đinh Chí Dũng vai Đổng Phương Lễ
- Tống Kỳ vai Hứa Gia
- Thành Tuấn Văn vai Cát Xuyên
- Châu Triệu Uyên vai Văn Hình
- Tôn Ngữ San vai Nhạc Đan
- Hà Dịch Thần vai Huyền Hàn Vương
- Khương Hạo Dương vai Huyền Hàn Nhị Vương Tử
- Mãn Nịnh Khê vai Chỉ Tuệ
- Từ Gia Hy vai Đổng Văn
- Vương Thiên Vũ vai Tiểu Thất
- Đỗ Thừa Tuấn vai Tiểu Bát
- Kim Tương Đống vai Tiểu Thập
- Trương Hải Phong vai Tam Thúc

## Nhạc phim
| STT | Nhan đề         | Phổ lời        | Phổ nhạc       | Ca sĩ       | Thời lượng |
| --- | --------------- | -------------- | -------------- | ----------- | ---------- |
| 1.  | "Cổ Họa (古画)" | Lưu Tiệp Jarek | Lưu Tiệp Jarek | Cúc Tịnh Y  | 4:27       |
| 2.  | "Ý Nồng (意浓)" | Lưu Tiệp Jarek | Lưu Tiệp Jarek | Hứa Giai Kỳ | 4:03       |